# Väljaküla (Saaremaa)
Koordinaten: 58° 21′ N, 22° 52′ O
Väljaküla ist ein Dorf (estnisch küla) auf der größten estnischen Insel Saaremaa. Es gehört zur Landgemeinde Saaremaa (bis 2017: Landgemeinde Valjala) im Kreis Saare. Väljaküla ist nicht zu verwechseln mit Koigi-Väljaküla und Väljamõisa, die ebenfalls auf der Insel Saaremaa liegen und bis 2017 Väljaküla hießen.
Das Dorf hat 23 Einwohner (Stand 31. Dezember 2011).
Westlich des Dorfkerns fließt der Fluss Lõve (Lõve jõgi), der weiter südlich in die Bucht von Oessaare (Oessaare laht) mündet.